# Водоземци
Водоземци или амфибије (лат. Amphibia) су први становници копна међу кичмењацима (копнени кичмењаци) и истовремено њихови еволуционо најнижи представници.

## Еволуција
Прва велика група водоземаца развила се у периоду девона, пре око 370 милиона година, од Саркоптеригије сличним целекантима и дводихалицама, код којих су се развила пераја слична ногама, са више зглобова и прстију, што им је омогућавало пузање по морском дну. Неке рибе развиле су примитивна плућа како би могле дисати, будући да су стагнантни базени у девонским мочварама садржавали врло мало кисеоника. Снажним перајама су се такође могле извући из воде на копно уколико је то било потребно. На крају ће се њихова коштана пераја развити у удове те ће оне тиме постати преци свих тетрапода, у које спадају данашњи водоземци, гмизавци, птице и сисари. Упркос томе што су могле пузати по копну, многе од тих праисторијских тетраподоморфних риба и даље су проводиле већину времена у води. Почеле су развијати плућа, али још увијек су већином користиле шкрге.
Ichthyostega је била један од првих водоземаца, са носницама и ефикаснијим плућима. Имала је четири здепаста уда, врат, реп са перајама и лобању врло сличну лобањи месоперке Eusthenopteronа. Водоземци су развили прилагодбе које су им омогућавале да дуже остају изван воде. Плућа су им постала развијенија, а скелети тежи и јачи, те су се боље носили са јачим ефектом гравитације на копну. Развили су "руке" и "стопала" са пет или више прстију; кожа им је постала боља у задржавању телесних течности и одолевању сушењу. Os hyomandibulare у пределу подјезичне кости (иза шкрги) смањила се и постала узенгија у уву водоземаца, што им је било неопходно за чуло слуха изван воде. Једна сличност између водоземаца и правих кошљориба су структура зуба и упарене надпотиљачне кости, са стражње стране главе - ни једна од те двије особине не јавља се игде другде у животињском царству.
Крајем периода девона (пре 360 милиона година) мора, реке и језера врвила су животом, док је копно било царство раних биљака, лишено кичмењака, мада су се неки, попут Ichthyostege, некада можда извлачили из воде. Сматра се да су се кретале предњим удовима, вукући задње удове слично као морски слон. Током раног карбона (пре између 360 и 345 милиона година), клима је постала топла и влажна. Појавиле су се простране шуме са маховинама, папратима, преслицама и сличним биљкама (род Calamites). Такође су се појавили и зглавкари који удишу ваздух; населили су копно, где су били храна водоземцима-месождерима, који су се почели прилагођавати копненом станишту. На копну нису постојали други тетраподи, те су водоземци били на врху прехрамбеног ланца, заузимајући нишу коју данас заузимају крокодили. Иако су имали удове и способност удисања ваздуха, већина их је још увијек имала дуго, шиљасто тијело и јак реп. Били су главни грабежљивци на копну, понекада достижући неколико метара дужине, а ловили су велике инсекте тог доба и многе врсте риба присутне у води. Још увијек су се морали вратити у воду како би положили своја јаја без љуске. Чак и данас већина водоземаца пролази кроз водени стадиј ларве, током којег имају шкрге, као њихови преци. Развој амниотског јајета, које спрјечава исушивање ембрија у себи, омогућио је гмизавцима размножавање на копну, што је довело до њихове еколошке доминантности у наредном периоду.
Током тријаског су периода (пре између 250 и 200 милиона година) гмазови почели надмашивати водоземце, довевши до смањења њихове величине и важности за биосферу. Према фосилним су се остацима припадници Lissamphibia, у које спадају сви данашњи водоземци и која је једина преживела линија водоземаца, у периоду између касног карбона и раног тријаса одвојили од изумрлих група Temnospondyli и Lepospondyli. Релативна ријеткост фосилних остатака онемогућава прецизно датирање, али најновије молекуларно истраживање, проведено МЛСТ-ом (енг. Multilocus sequence typing), одредило је касни карбон/рани перм као време настанка данашњих водоземаца.
Порекло и еволутивне везе између три главне групе водоземаца предмет је расправа. Молекуларна филогенија из 2005. године, проведена анализом рДНК, одредила је да су даждевњаци и цецилије у ближем међусобном сродству него са жабама. Такође се чини да се дивергенција те три групе десила у палеозоику или раном мезозоику (пре око 250 милиона година), пре распада суперконтинента Пангеа и недуго након дивергенције од месоперки. Краткоћа тог периода и брзина којом се ширење одвило дало би одговор на питање релативне реткости фосила примитивних водоземаца. Постоје велике рупе у фосилним записима, али откриће једне врсте пражабе из раног перма у Тексасу 2008. године довело је до попуњења мјеста карике која недостаје са многим особинама данашњих жаба. Једна молекуларна анализа одредила је да је до дивергенције између жаба и даждевњака дошло много раније него што то палеонтолошки докази показују.
Док су еволуирали од риба са плућима, водоземци су морали развити одређене прилагодбе животу на копну, укључујући и нове начине кретања. У води их је замахивање репом с једне стране на другу померало, али су на копну били неопходни сасвим другачији механизми. Њихови кичмени стубови, удови и мускулатура морали су бити довољно снажни да их одигну са тла у сврху кретања и прехране. Одрасле јединке које су прешле на живот на копну одбацивали су своје латералне системе (бочна линија код риба) и прилагођавали свој сензорни систем на примање подражаја преко ваздуха. Морали су развити нове методе регулирања телесне температуре како би се носили са флуктацијама у спољној температури. Развили су и понашање које одговара размножавању у копненом станишту. Кожа им је по први пут била изложена штетним ултраљубичастим зрацима, које је вода прије тога апсорбирала, па им је кожа имала већи фактор заштите и спрјечавала претјерани губитак воде.

## Класификација
Реч амфибија потиче од старогрчког појма , који значи "обе врсте живота" (ἀμφί – "обе врсте" и βιος — "живот"). Појам се првобитно користио као општи придев за животиње које су могле живети и у води и на тлу, укључујући и фоке и видре. Традиционално разред Amphibia укључује све кичмењаке-тетраподе који нису амниоти. Amphibia се у свом најширем смислу (sensu lato) дели на три подразреда, од којих су два изумрла:
- Подразред Labyrinthodontia† (разнолика палеозојска и раномезозојска група)
- Подразред Lepospondyli† (малена палеозојска група, која се понекада укључује у Labyrinthodontia и која је можда у ближем сродству са амниотима него припадницима Lissamphibia)
- Подразред Lissamphibia (сви данашњи водоземци, укључујући жабе, даждевњаке и цецилије)
  - Ред  (жабе): јура до данас - 6.200 врста у 53 породице
  - Ред  или Urodela (даждевњаци): јура до данас - 652 врсте у 9 породица
  - Ред  или Apoda (цецилије): јура до данас - 192 врсте у 10 породица

Стварни број врста у свакој групи овиси о томе која се таксономска класификација слиједи. Два најчешћа система су класификација које је усвојио веб сајт AmphibiaWeb и класификација према херпетологу Дарл Фросту, доступна на онлајн бази података Amphibian Species of the World. Горенаведени број врста следи Фростову класификацију, а укупни број познатих врста водоземаца је преко 7000, од којих су готово 90% жабе.
Са филогенетском је класификацијом таксон Labyrinthodontia одбачен јер је он парафилетична група без јединствене особине која ју издваја, осим заједничких примитивних особина. Класификације се разликују зависно од филогеније коју аутор преферира и од тога да ли користе класификацију према стабљици или према чвору (двије од три различите дефиниције кладуса). Традиционално се водоземци дефинирају као сви тетраподи са стадијем ларве, док се група, која укључује и заједничке претке свих живућих водоземаца и све њихове потомке, назива Lissamphibia. Филогенија палеозојских водоземаца није сигурно устврђена, те Lissamphibia можда спада у изумрле групе, попут Temnospondyli (традиционално у подразреду Labyrinthodontia) или Lepospondyli, а према неким анализама можда спада чак и у амниоте. То значи да су присталице филогенетске номенклатуре уклонили велики број примитивних девонских и карбонских група тетрапода сличних водоземцима, који су се у Линеовој таксономији сврставали у водоземце, те их укључили негдје друго у кладистичкој таксономији. Ако је заједнички предак водоземаца и амниота укључен у Amhibia, она постаје парафилетична група.
Сви данашњи водоземци спадају у подразред Lissamphibia, који се обично сматра кладусом, групом врста које су еволуирале од заједничког претка. Три данашња реда су Anura (жабе), Caudata (или Urodela, даждевњаци) и Gymnophiona (или Apoda, цецилије). Предложено је да су се даждевњаци појавили одвојено од темноспондилоликог претка, те чак да су цецилије сестринска група напредних рептилиоморфних водоземаца, те, према томе, амниоти. Иако су познати фосили неколико старијих пражаба са примитивним осовинама, најстарија "права жаба" је Prosalirus bitis, из ранојурске формације Kayenta у Аризони. Анатомски је врло слична данашњим жабама. Најстарија позната цецилија је још једна ранојурска врста, Eocaecilia micropodia, такође из Аризоне. Најранији даждевњак је Beiyanerpeton jianpingensis из каснојурске североисточне Кине.
Стручњаци се не слажу по питању тога да ли је Salientia надред у који спада ред Анура или је Анура подред у реду Салиентиа. Припадници Lissamphibia се традиционално деле на три реда, али се једна изумрла породица водоземаца сличних даждевњацима, Albanerpetontidae, сада сматра дијелом Лиссампхибиа, заједно са надредом Salientia. Надаље, у Salientia спадају сва три нова реда и тријаска пражаба, Triadobatrachus.

## Распрострањеност
Водоземци се јављају на свим континентима (осим Антарктика), од умјерено хладних до тропских зона. Њихова зависност од слатких вода (мада неке толерирају и сланкасту) ограничава им станиште на подручја с тим елементом. Суха подручја настањују само специјализиране врсте, попут представника америчке породице Scaphiopodidae, чији пуноглавци имају најбржи развој забиљежен међу свим познатим водоземцима. Такођер, за већину врста ни хладне високе планине нису одговарајуће станиште. Цецилије су ограничене на тропске пределе Африке, Азије и Америке. Распрострањеност даждевњака углавном је (осим неких представника из Јужне Америке) ограничена на северну хемисферу. Жабе настањују готово све дијелове свијета, чак и острва.
Биогеографски регион холарктика упоредиво је сиромашан врстама, нарочито палеоарктик Евроазије. Жаришта разноврсности налазе се у суптропским и тропским зонама - у неотропима, палеотропима и аустралском региону. Најбитније жариште је Латинска Америка. У државе с највећим бројем врста спадају Бразил (864 врсте водоземаца) и Колумбија (748 врста водоземаца). Трећа и четврта земља по реду такођер су јужноамеричке: Еквадор и Перу. У Азији су три врстама најбогатије државе Кина, Индонезија и Индија. У Африци су то острво Мадагаскар, Демократска Република Конго и Камерун. У Аустралији је забиљежено 230 врста, док тај број јасно претиче острвска држава Папуа Нова Гвинеја, са 323 врсте. Од европских земаља највећи број врста водоземаца има Италија, са 48 врста.

## Особине
Надразред Tetrapoda дели се на четири разреда кичмењака са четири уда. Гмизавци, птице и сисари су амниоти, чија јаја или полаже или носи женка и која су обложена са неколико мембрана, од којих су неке непропустљиве. Пошто немају те мембране, водоземцима треба вода за размножавање, мада су неке врсте развиле разнолике стратегије за заштиту или заобилажење рањивог стадија ларве. Не могу се наћи у мору, са изузетком једне или две врсте жаба које живе у брактичној води мангрових мочвара. On land, amphibians are restricted to moist habitats because of the need to keep their skin damp.
Најмањи водоземац (и кичмењак) на свету је једна жаба из Нове Гвинеје (Paedophryne amauensis), откривена тек 2012. године. Има просечну дужину од 7,7мм и припада роду у који спадају четири од десет најмањих жаба на свету. Највећи живући водоземац је дивовски кинески даждевњак (Andrias davidianus), дуг 1,8 метара, али је и даље много мањи од највећег водоземца који је икада постојао - изумрлог Prionosuchusa, дужине 9 м, који је током средњег перма живио на подручју данашњег Бразила. Највећа жаба је Conraua goliath, која можете достићи дужину од 32 cm и тежину од 3 kg.
Водоземци су ектотермни (хладнокрвни) кичмењаци, који не одржавају температуру тела унутрашњих физиолошким процесима. Ниво њиховог метаболизма је низак и због тога не требају много хране. У одраслом стадију имају сузнице и покретљиве очне капке, а већина врста има уши којима може осјетити вибрације у ваздуху и тлу. Имају мишићаве језике, које већина врста може избацити из уста. Данашњи водоземци имају потпуно окоштале пршљене са зигапофизама. Ребра су им обично кратка и могу бити срасла са пршљеном. Лобање су им већином широке и кратке и често не сасвим окоштале. У кожи имају мало кератина и немају крљушти, осим неколико риболиких крљушти код неких цецилија. С друге стране, у кожи имају много мукозних жлијезда, а неке врсте и жлијезде с отровом. Срце водоземаца има три коморе. Имају мокраћни мјехур и нитрогенске отпадне твари претежно се избацују у виду сата. Већина водоземаца полаже јаја у води и има водене ларве које пролазе кроз процес метаморфозе како би постале копнене, одрасле јединке. Водоземци дишу путем пумпања, где се ваздух прво носницама увлачи у подручје мембране (Membrana buccopharyngea). Носнице се потом затварају и ваздух се контракцијама грла гура у плућа. То допуњавају разменом гасова преко коже.

### Безрепци
Ред Anura (од старогрчког a(н)- - „без” и oura - „реп”) обухвата све врсте жаба. Оне обично имају дуге задње удове које савијају испод тијела, краће предње удове, прсте повезане кожицом (без канџи), велике очи и влажну кожу са много жлезда, а немају реп. Припадници тог реда са глатком кожом обично се називају жабе, а оне са квргавом кожом крастаче. У таксономском смислу та разлика није озваничена и постоје безбројни изузеци код тог правила. Жабе по величини варирају између 30цм дуге Conraua goliath из западне АФрике do 7,7mm дуге Paedophryne amauensis, која је први пут описана у Папуи Новој Гвинеји 2012. године и која је такођер најмањи кичмењак на свету. Иако се жабе већином асоцирају са водом и влажним стаништима, неке су се специјализирале за живот на дрвећу или у пустињама. Могу се наћи у целом свету, осим у поларним подручјима.
Безрепци се деле на три подреда, што је прихватио велики део научне заједнице, али сродство међу неким породицама остаје нејасно. Будућа молекуларна истраживања требало би да пруже даљњи увид у њихову еволутивну сродност. Подред Archaeobatrachia садржи четири породице примитивних жаба. То су Ascaphidae, Bombinatoridae, Discoglossidae и Leiopelmatidae, које имају врло мало напредних особина и вероватно су парафилетичне у односу на остале линије жаба. Шест породица из еволутивно напреднијег подреда Mesobatrachia су фосоријалне Megophryidae, Pelobatidae, Pelodytidae, Scaphiopodidae и Rhinophrynidae, те облигаторно водена породица Pipidae. Оне имају неке особине које су осредње између друга два подреда. Neobatrachia је највећи подред у који спадају све остале породице жаба и врсте које човек најчешће виђа. 96% од преко 5.000 постојећих врста жаба спада у ту скупину.

## Разноврсност и значај водоземаца
- Шарени даждевњак живи у влажним листопадним шумама. Креће се споро. Из отровних жлезда које се налазе иза главе, он излучује отровну течност. Њоме се брани од непријатеља.
- Гаталинка је мала зелена жаба. На врховима прстију има јастучиће којима се, као пијавкама, припија за лишће или траву у којој живи.
- Краставе жабе имају у кожи бројне жлезде које луче отровне материје. Зато је кожа тих жаба квргава - крастава.
- Зелена жаба

Зелене жабе живе поред река, језера, бара. У јесен се укопавају у муљ и падају у зимски сан. У пролеће, када се вода угреје, жабе се буде.
1. Мужјак зелене жабе са обе бочне стране главе има по један мехур. Они се пуне и празне ваздухом и помажу им да се оглашава - крекеће. Неке жабе имају само једну кесу с доње стране главе.
2. Леђна страна тела је зелене боје, па је жабу тешко уочити међу воденим биљкама.
3. Као и све жабе, и зелена жаба се креће у скоковима. Скаче тако што се од тла одбацује дугим задњим, а дочекује кратким предњим ногама. Прсти на задњим ногама спојени су танком кожицом. Захваљујући њој зелена жаба добро плива.
4. Жабе су грабљивице. Плен лове дугачким лепљивим језиком. Чим примети неки плен, жаба избацује језик и у скоку хвата плен. Затим се поново примири.
5. Жаба дише тако што гута ваздух. А пошто је водоземац, дише и преко коже. Кожа јој служи и да преко ње "пије воду."
6. Да жабе веома добро виде и чују, уверили сте се и сами. Чим им се мало приближите, хитро скоче у воду. У води се скривају од непријатеља - роде, чапље, белоушке, али ни ту није сасвим безбедно. У води их чекају штука, сом, видра, а белоушка их и тамо може уловити.

### Подела водоземаца
Сви данашњи (рецентни) водоземци припадају поткласи Lissamphibia, која се дели на три реда:
1. ред безноги водоземци (гимнофиони) или Apoda (Gimnophiones) - најпознатији представник је цецилија (тропски, црволики водоземац); тело им је покривено коштаним плочицама по чему се разликују од свих осталих водоземаца;
2. ред	репати водоземци или Urodela (Caudata) – имају реп током читавог живота; представници: даждевњак, мрмољак, човечија рибица; човечија рибица је неотеничан облик (неотенија – појава стицања полне зрелости на ларвеном ступњу);
3. ред безрепи водоземци (жабе) или Anura (Batrachia, Salientia)– у одраслом стадијуму без репа; развиће путем метаморфозе, ларва пуноглавац; представници: зелена жаба, крастача, гаталинка.
- видети класификација водоземаца

## Занимљивости
1. Најмања жаба има само 1 cm, а највећа - 35 cm. У нашим крајевима најмања је галатинка (3 – 5 cm), а највећа обична (шумска) крастава жаба (20 cm).
2. Репати водоземци су већи од жаба. Најмањи има 30 cm, али постоје и прави џинови, дуги чак 1,6 m. Највећи репати водоземци живе у водама Кине и Јапана.
3. Иако се водоземци углавном задржавају у близини воде или живе на влажним местима, неки могу живот да проведу и далеко од воде. Те врсте се дању завлаче у скровита места или се закопавају у земљу, а у лов излазе ноћу, када је ваздух влажнији.
4. Зелена крастава жаба
5. И многе друге врсте водоземаца бране се на сличан начин. неке врсте жаба које живе у прашумама Јужне Америке луче врло јак отров. И најмања количина тог отрова довољна је да усмрти човека. Припадници племена која живе у тим шумама лове ове жабе и загревају их изнад ватре. Услед загревања жабе луче велику количину отрова по површини своје коже. Тада их они узимају и трљају врхове стрела, које постају смртоносно оружје.
6. Зелене жабе зиму проводе закопане у муљевито дно и чекају да отопли. Неке друге се бране на исти начин, али од велике врућине. Дакле, неке жабе падају у зимски, а неке у летњи сан.
7. Водоземци често воде бригу о свом потомству. Неке жабе носе оплођена јаја залепљена за задње ноге, а неке на леђима у посебним коморицама. Мужјак једне врсте жаба чува јаја у мехурима који му помажу при крекетању, док женке једне врсте јаја чувају у желуцу. За то време не луче желудачни сок, јер би на тај начин свариле и своја јаја. Зато не могу ни да се хране све док се не развију младе жабе и док не напусте желудац
8. Од свих жаба, најдаље може да скочи шумска жаба. Иако је њено тело дуго 9 cm, а ноге само 13 cm, може далеко да скочи - чак 2 м. Кад би и човек био тако добар скакач, у односу на своју висину, могао би да скочи чак 350 м у даљ.

### Чланци
- Jenkins, Farish A. Jr.; Walsh, Denis M.; Carroll, Robert L. (2007). „Anatomy of Eocaecilia micropodia, a limbed caecilian of the Early Jurassic”. Bulletin of the Museum of Comparative Zoology. 158 (6): 285—365. doi:10.3099/0027-4100(2007)158[285:AOEMAL]2.0.CO;2.